# Liste der Einträge im National Register of Historic Places im Stevens County (Minnesota)

Lage des Stevens County in Minnesota

Die Liste der Einträge im National Register of Historic Places im Stevens County in Minnesota führt alle Bauwerke und historischen Stätten im Stevens County auf, die in das National Register of Historic Places aufgenommen wurden.

## Legende
| NRHP | Historic Place    |
| HD   | Historic District |

## Aktuelle Einträge
| [ 2 ] | Name                                                                        | Bild                                                                        | Eintragsdatum        | Lage                                                     | Ort     | Beschreibung                                                  |
| ----- | --------------------------------------------------------------------------- | --------------------------------------------------------------------------- | -------------------- | -------------------------------------------------------- | ------- | ------------------------------------------------------------- |
| 1     | Alberta Teachers House                                                      | Alberta Teachers House                                                      | 1983 ID-Nr. 83000942 | Main Street 45° 34′ 33″ N, 96° 2′ 52″ W                  | Alberta |                                                               |
| 2     | Morris Carnegie Library                                                     | Morris Carnegie Library                                                     | 1983 ID-Nr. 83000943 | Nevada Street Ecke 6th Street 45° 35′ 9″ N, 95° 55′ 2″ W | Morris  | Dient heute als Museum der Stevens County Historical Society  |
| 3     | Morris High School                                                          | Morris High School                                                          | 2004 ID-Nr. 04000532 | 600 Columbia Avenue 45° 35′ 27″ N, 95° 54′ 24″ W         | Morris  | Nicht zu verwechseln mit der heutigen Morris Area High School |
| 4     | Morris Industrial School for Indians Dormitory                              | Morris Industrial School for Indians Dormitory                              | 1984 ID-Nr. 84001696 | Abseits der 4th Street 45° 35′ 21″ N, 95° 54′ 3″ W       | Morris  |                                                               |
| 5     | Lewis H. Stanton House                                                      | Lewis H. Stanton House                                                      | 1982 ID-Nr. 82003060 | 907 Park Street 45° 35′ 14″ N, 95° 55′ 25″ W             | Morris  |                                                               |
| 6     | West Central School of Agriculture and Experiment Station Historic District | West Central School of Agriculture and Experiment Station Historic District | 2003 ID-Nr. 02001707 | 600 East 4th Street 45° 35′ 24″ N, 95° 54′ 4″ W          | Morris  |                                                               |